# Łysa Góra
Łysa Góra (Monte calvo) è una collina del Voivodato della Santacroce, in Polonia. Con un'altitudine di 595 m s.l.m. costituisce il secondo maggior rilievo (dopo il monte Łysica) dell'area montuoso-collinare inclusa nel Parco nazionale della Santacroce.
Le pendici, prevalentemente ricoperte di boschi di abeti e faggi, presentano ampie aree con pietraie e rocce affioranti. Sulla vetta, in un'area già in precedenza utilizzata come luogo di culto pagano, sorge dal XI secolo il monastero della Santa Croce (edificato dai benedettini e, dal 1936, passato ai Missionari oblati di Maria Immacolata), da cui trae il nome l'intera regione circostante.

## Galleria d'immagini

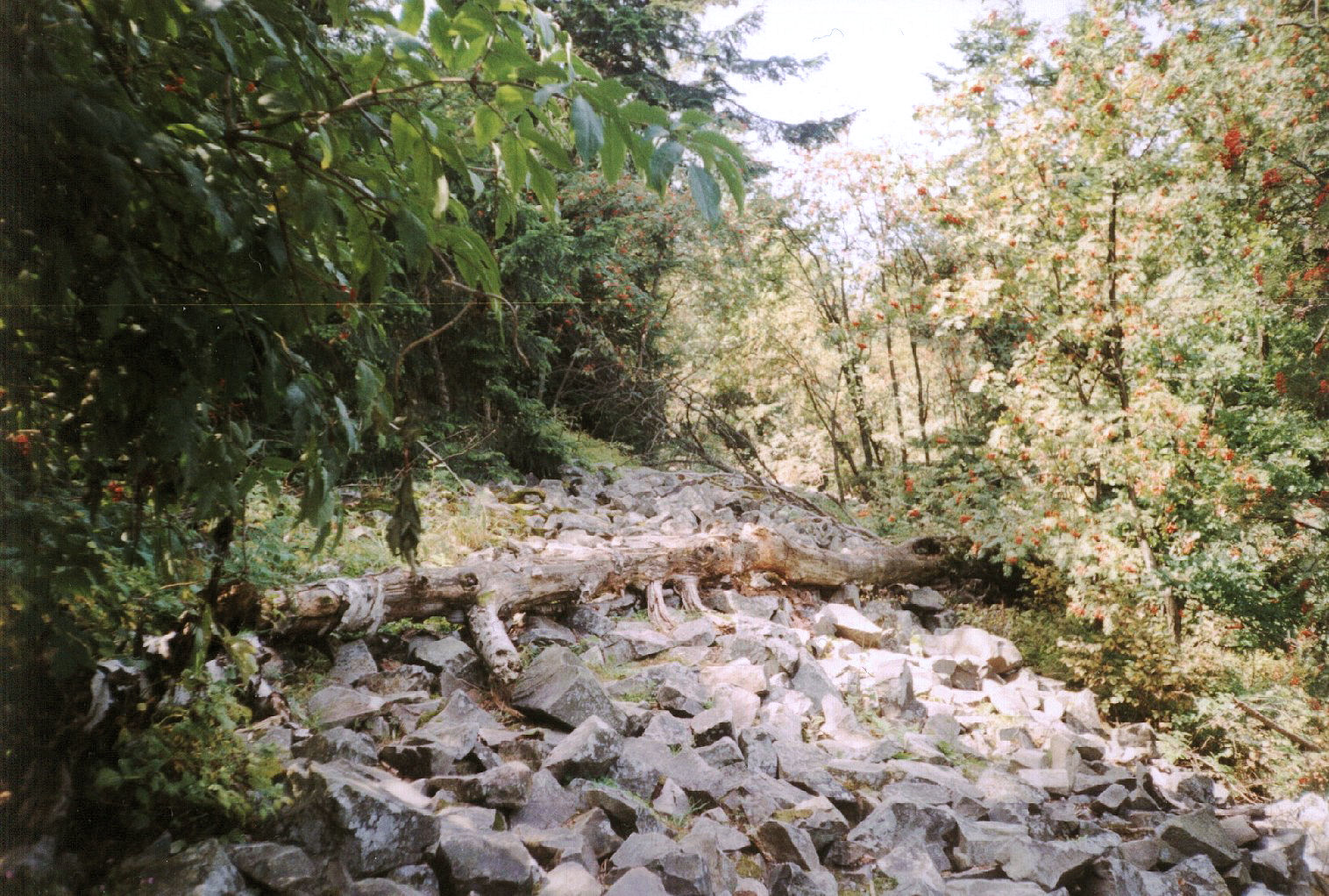
Resti del tempio pagano
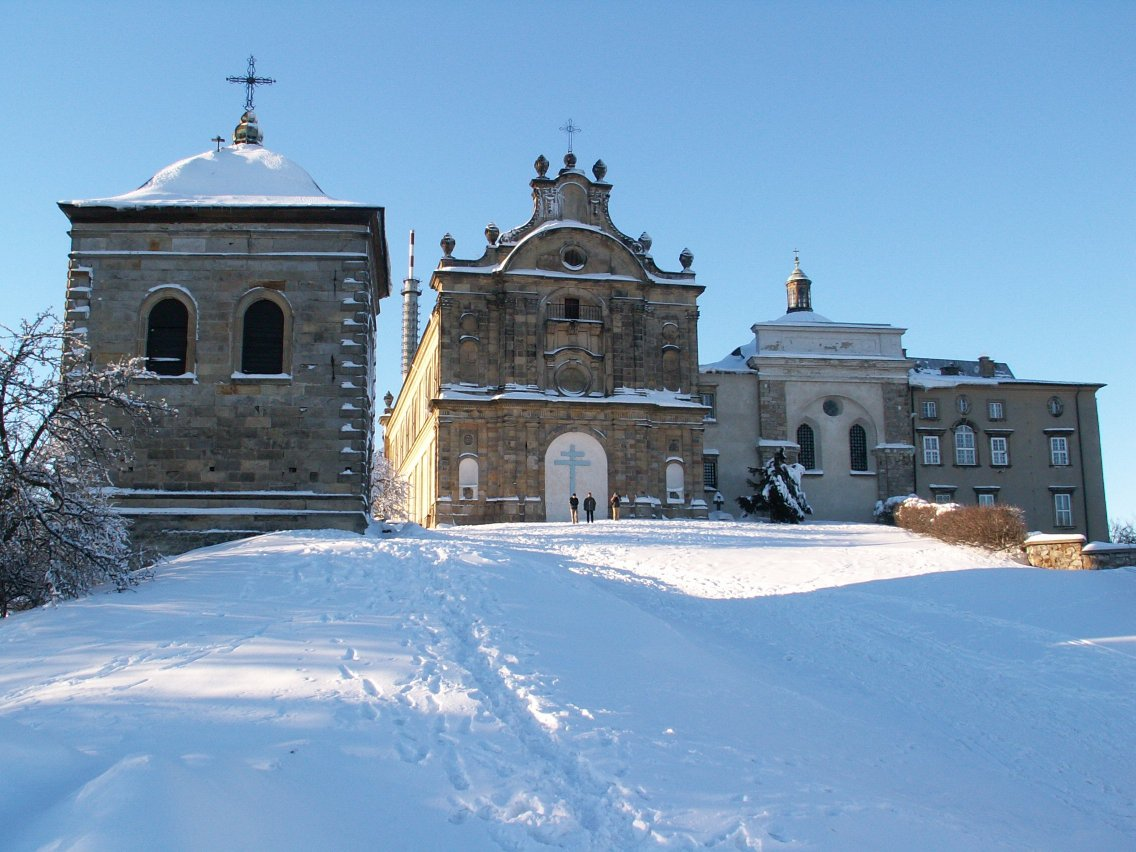
Il monastero in inverno
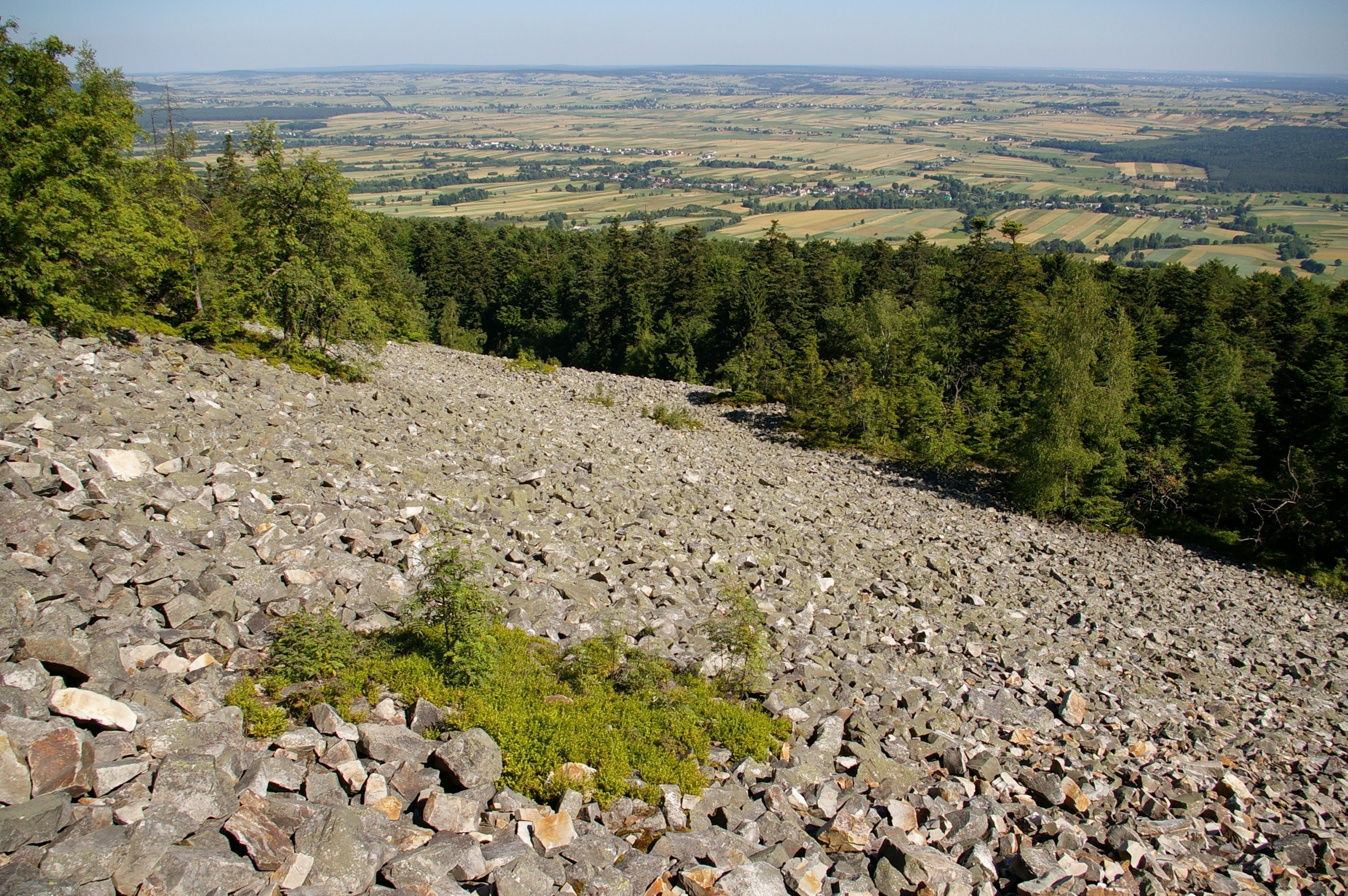
Pietraia sul versante della collina
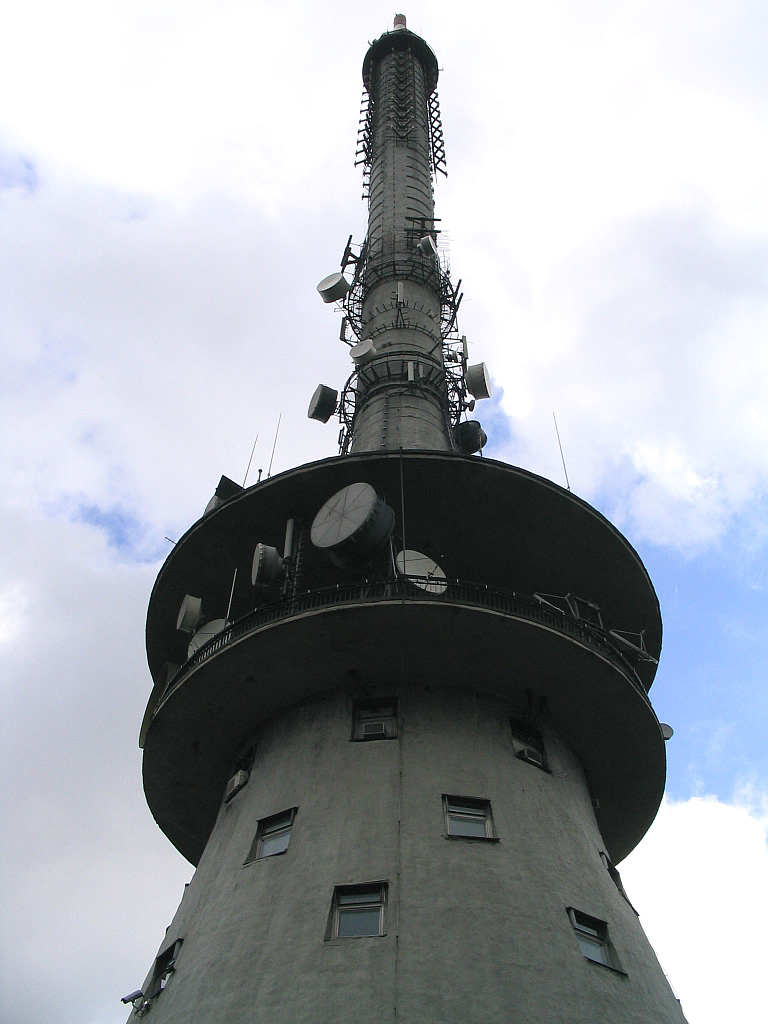
Antenna radio-televisiva sulla collina